# 瓦爾特·巴里利
瓦爾特·巴里利（德語：Walter Barylli；1921年6月16日—2022年2月1日），奧地利小提琴家，维也纳爱乐乐团樂團首席，巴里利弦樂四重奏團的創設者，也任教於市立維也納音樂藝術大學。

## 生平

### 早年
巴里利出生在維也納，父親是一名軍官。就讀於維也納音樂院時期，巴里利師從維也納愛樂樂團首席法蘭茨·邁雷克。另外在慕尼黑則和弗洛里澤爾·馮·羅伊特學習。馮·羅伊特將當時15歲的巴里利攜至自己家中，他則藉此省去車費及各種開支。
1934年，巴里利在克萊斯勒比賽獲勝。

### 職業生涯
1936年，巴里利在慕尼黑獨奏出道。他的第一份單聲道錄音則在柏林錄下。接下來的二年間，巴里利逐漸累積名聲。1938年，維也納愛樂的第一小提琴對外徵才，3月12日巴里利正在從斯图加特前往維也納的火車上，聽聞德奧合併，決定放棄旅行演奏的工作，他也成功考入維也納愛樂。
戰時，他接手同事沃夫岡·施奈德漢的四重奏團，取代了第一小提琴的位置，此團即是巴里利弦樂四重奏團。該團在五〇年代稍有沉寂，但仍然是樂友協會大廳的駐館演出團體。此外他們也在萨尔茨堡音乐节，以及歐洲、海外等地演出。巴里利四重奏團的核心曲目是貝多芬、莫扎特、舒曼、舒伯特與勃拉姆斯等人的「經典」作品，並且與保罗·巴杜拉-斯科达等音樂家有所合作。1959年，巴里利因個人傷勢退出四重奏團，威利·博斯科夫斯基接替了他的席位。
巴里利於1969年起任教於市立維也納音樂藝術大學，直到1986年為止。1972年8月31日，他自維也納愛樂樂團退休。1973年，巴里利自演奏舞台退休。

### 晚年
2021年6月16日，他度過自己的100歲生日。

## 作品
- 回憶錄《不一樣的愛樂樂團》（Ein Philharmoniker einmal anders），ISBN 978-3-901239-18-2

## 獲獎與榮譽
- 維也納克萊斯勒獎[4][5]
- 奧地利科學和藝術榮譽十字勳章，1967年

## 個人生活
巴里利的叔叔卡爾（Karl）是一位小提琴家。巴里利育有一子：演員、劇作家加布里爾·巴里利。

## 外部連結
- 瓦爾特·巴里利的Discogs页面（英文）